# NGC 567
NGC 567 is een lensvormig sterrenstelsel in het sterrenbeeld Walvis. Het hemelobject werd in 1886 ontdekt door de Amerikaanse astronoom Francis Preserved Leavenworth.

## Synoniemen
- PGC 5402
- MCG -2-4-53
- NPM1G -10.0054